# Rotation (analyse financière)
Pour les articles homonymes, voir Rotation.
Une rotation en analyse financière traduit en unité de temps des valeurs du besoin en fonds de roulement.

## Définition
En analyse financière, la rotation des stocks, celle des créances sur clients, celle des dettes fournisseurs, etc., sont des ratios financiers exprimant en unité de temps (en jours en général) des postes d'actif ou de passif comptable en les rapportant au flux comptable d'exploitation le plus approprié, permettant de juger de l'efficacité d'une entreprise dans un domaine (gestion des stocks, recouvrement des créances, etc). Par exemple, plus les stocks tournent rapidement, moins ils coûtent cher en frais financiers ; plus les créances clients sont collectées rapidement, moins elles risquent de devenir impayées.
La rotation est aussi utilisée en interne en gestion des entreprises afin d'optimiser le fonctionnement et réduire les besoins de financement.

## Aperçu de méthodes de calcul

### Rotation clients
En anglais Days sales outstanding ou DSO
- diviser le multiple du poste clients brut par 360 ou 365 jours par le chiffre d'affaires du dernier exercice augmenté de sa TVA[1]

(Créances * 365) / [CATTC]
- Aux États-Unis où les données trimestrielles sont plus usitées, diviser le montant du poste clients par le chiffre d'affaires du dernier trimestre divisé par 91 jours

Créances / (CAtrim-1 / 91)
- diviser le multiple du poste clients net de TVA par 180 jours par la somme des chiffres d'affaires (i) des 3 derniers mois et (ii) projetés pour les 3 prochains mois

(Créances nettes * 180) / [(CAm-3 + CAm-2 + CAm-1) + Projection (CAm+1 + CAm+2 + CAm+3)]
- count back[2] : accumuler le CA quotidien TTC des jours j0, j-1, j-2, ... ji, ... jn jusqu'à concurrence du montant du poste clients à j0; n est la rotation clients exprimée en jours.

Remarque : les 2 dernières méthodes ne peuvent être utilisées qu'en interne, les données de CA quotidien ou de CA projeté n'étant que très rarement connues en dehors d'une société.

### Rotation des fournisseurs
En anglais Days payable outstanding (DPO)
Une méthode de calcul
(Encours fournisseurs * 365) / achats annuels TTC

### Rotation des stocks
En anglais Inventory turnover ou ITO.
En interne, la rotation des stocks peut se calculer sur des valeurs ou sur des quantités :  
- rapporter le nombre de produits finis de tel type en stock au nombre de produits vendus dans la période précédente.
- rapporter la quantité de matière première de tel type en stock à la quantité utilisée en fabrication dans la période précédente.
- rapporter la valeur des stocks au coût d'acquisition et/ou de production d'une période, ou au chiffre d'affaires.

Une méthode de calcul de la rotation du stock global est :
(Stocks et travaux en cours * 365) / CA annuel hors taxes

## Les limites des rotations[5]
Bien entendu, une rotation dépend du secteur d'activité : elle est différente pour les produits frais d'alimentation et pour les biens d'équipement ménager ou d'habillement, ou pour un producteur de vin dont le stock tourne en plusieurs années, ou une industrie à très long cycle.
De même, une industrie sujette à des cycles saisonniers verra ses rotations varier de façon très significatives en fonction de la date de calcul de la rotation. Ainsi, un fabricant de ski aura un stock maximal et des créances clients quasi-nulles avant le début de la saison, et n'aura presque plus de stock et des créances clients à la fin de la saison.